# Tây Song Bản Nạp
Châu tự trị dân tộc Thái Tây Song Bản Nạp, Thập Song Bản Nạp, Thập Song Bàn Na hay Sipsong Panna (giản thể: 西双版纳傣族自治州; phồn thể: 西雙版納傣族自治州; Hán-Việt: Tây Song Bản Nạp Thái tộc Tự trị châu; bính âm: Xīshuāngbǎnnà Dǎizú Zìzhìzhōu; Tiếng Lự: ᦈᦹᧈ ᦈᦹᧈ ᦵᦋᦲᧁᧈ ᦘᦱ ᦉᦱ ᦺᦑ ᧑᧒ ᦗᧃ ᦓᦱ; Tiếng Thái: จังหวัดปกครองตนเองชนชาติไท สิบสองปันนา,phát âm tiếng Thái: [Changwạt phục kroong tôn-en chônchát Thày Sịpxoỏngpănnà]) là châu tự trị dân tộc Thái ở cực nam tỉnh Vân Nam, Cộng hòa nhân dân Trung Hoa, giáp giới với Phongsaly, Oudomxay, Luangnamtha (Lào) và bang Shan (Myanmar). Thủ phủ của châu là Cảnh Hồng (Jinghong, tiếng Thái: Chiềng Hung), nằm trên bờ sông Mê Kông (sông Lan Thương trong tiếng Trung). Là trung tâm du lịch của Trung Quốc cùng với Côn Minh - 2 trung tâm du lịch lớn nhất của Vân Nam. Có vị trí ngang với tỉnh Lai Châu của Việt Nam - có địa hình thấp hơn Hà Giang
Tây Song Bản Nạp là quê hương của tộc người Thái (tức người Lự, cùng ngữ hệ với cách nhánh Thái Ka-dai ở Ấn Độ, Lào, Myanmar, Thái Lan và Việt Nam). Khu vực này nằm ở độ cao thấp hơn so với phần lớn tỉnh Vân Nam, và có khí hậu nhiệt đới.

## Địa lý tự nhiên
Tọa độ: 99°58' - 101°50' kinh đông và 21°09'-22°36' vĩ bắc, có sông Lan Thương (Mê Kông) chảy qua (độ dài của sông Mê Kông chảy qua khu vực này dài khoảng 180 km), nằm trên cao độ từ 800 đến 2.500 mét. Cầu treo Tây Song Bản Nạp đại kiều là một trong những cây cầu lớn nhất bắc qua sông Lan Thương. 
- Diện tích: 19.184,45 km² trong đó diện tích đồi núi khoảng 18.000 km².
- Khoảng cách: Từ Cảnh Hồng tới Côn Minh (thủ phủ tỉnh Vân Nam): 709 km, cách biên giới Lào - Myanmar khoảng 70 km.
- Nhiệt độ: Từ 10 đến 35 °C
- Lượng mưa: Khoảng 1.000-1.500 mm/năm

Hầu hết tỉnh có địa hình đồi núi chiếm 95%, còn lại 5% là bồn địa và thung lũng. Quanh năm không có bão - khí hậu và tự nhiên rất ưu ái cho vùng này. Vì vậy, vùng Tây Song Bản Nạp còn là nơi làm bối cảnh cho phim Tây du ký (1986), khi thầy trò Đường Tăng tới Tây Thiên lấy chân kinh và còn trong tập phim "Thu phục Thỏ ngọc" (天竺收玉兔). Hệ động vật phong phú, bao gồm các loài chim như công xanh, voi, cò, chim Toucan, các loài khỉ,...

## Lịch sử
Sipsong Panna xưa vốn là nhà nước độc lập của người Thái Lự, nhưng chịu sự chi phối của Myanmar, và sau này là của Trung Quốc và Pháp. Sự tranh chấp ảnh hưởng giữa Pháp và Đại Thanh ở Sipsong Panna dẫn tới sự phân chia xứ này làm hai. Nửa phía đông do Pháp cai trị và trở thành Phongsaly. Nửa phía tây do Đại Thanh cai trị trở thành châu Tây Song Bản Nạp ngày nay.

## Các đơn vị hành chính
Châu tự trị Tây Song Bản Nạp được chia thành 3 đơn vị hành chính cấp huyện, gồm 1 thành phố cấp huyện (huyện cấp thị) là Cảnh Hồng (thủ phủ) và 2 huyện:
- Mãnh Hải (Měnghǎi xiàn 勐海县); huyện lỵ: thị trấn Tượng Sơn (Xiàngshān zhēn 象山镇)
- Mãnh Lạp (Měnglà xiàn 勐腊县); huyện lỵ: thị trấn Mãnh Lạp (Měnglà zhēn 勐腊镇)

Mãnh trong hai địa danh trên là phiên âm chữ mường, tức là "một vùng" trong tiếng Thái.

## Đặc điểm
Là vùng Thái tộc tự trị châu, nên Tây Song Bản Nạp giống như một Thái Lan thu nhỏ bên trong Trung Quốc.
Sắc tộc người Thái ở đây thuộc nhóm Thái Lự, theo đạo Phật dòng Nam truyền, sống trong các ngôi nhà sàn và có những ngày lễ hội như ngày hội tạt nước tức ngày đón năm mới (Tết) vào giữa tháng 4 (tháng 6 theo lịch của người Thái), đây cũng là lễ tắm rửa cho Phật và để gột rửa những cái cũ, đón nhận cái mới tốt lành và chúc phúc cho mọi người hay những ngày hội chợ, đua thuyền rồng trên sông Mê Kông. Phụ nữ sắc tộc Thái (Dai) có trang phục là những bộ váy áo sặc sỡ. Ngôn ngữ của dân tộc này thuộc hệ ngôn ngữ Thái-Kadai.
Do ảnh hưởng của khí hậu nhiệt đới nên ở trong khu vực này có những vườn trái cây nhiệt đới như: dừa, đu đủ, dứa, cam, các đền chùa và những khu rừng rậm nhiệt đới, tuy hiện nay chúng đang bị phá hủy với một tốc độ rất nhanh. Không xa với Cảnh Hồng là một khu bảo tồn thiên nhiên trong đó sinh sống các loài động, thực vật đặc trưng của miền nhiệt đới.
Tây Song Bản Nạp là một trong những điểm thu hút khách du lịch của tỉnh Vân Nam.

## Tên gọi
Tây Song Bản Nạp là âm Hán Việt (tiếng Hán: 西双版纳, bính âm: Xīshuāngbǎnnà) (tiếng Thái: สิบสองบ้านนา; phát âm tiếng Thái: [Xịp-xoỏng Ban-nà]), tức Thập Song Bản Na và hay được dịch sang tiếng Anh là Sipsawngpanna hay Sipsongpanna.
Tên gọi của nó trong tiếng Thái có nghĩa là "Bản làng mười hai cánh đồng lúa" hay "Thập Song Bản". Xip Xoong (tiếng Thái: สิบสอง; tiếng Lào: ສິບສອງ) trong ngôn ngữ của người Thái Lự (tại Việt Nam gọi là người Lự) ám chỉ số 12 (Sipsong - 十双/ - Thập Song; tiếng Thái cũng như tiếng Lào hoặc các ngôn ngữ của ngữ chi Thái đều đọc tương tự), bản nạp (panna) có nghĩa là một loại đơn vị ruộng đất để thu thuế, ý tứ chung hợp lại có nghĩa là ruộng đất (có lẽ là một nghìn khối ruộng đất). Tây Song Bản Nạp thời xa xưa gọi là Mãnh Lặc, tức là vùng đất cư trú của người Thái Lự (Mường Lự). Căn cứ ghi chép trong sách "Lặc Tây Song Bang" (ᦟᦹᧉᦉᦲᧇᦉᦸᧂᦔᦱᧂ) thì Mãnh Lặc xưa chia ra thành 12 bang (bộ lạc). Sau này chúng phát triển thành 12 cảnh (thành thị) cùng nhiều mãnh (mường).
Năm 1582, quan tuyên úy Mãnh Lặc sáp nhật trên 30 mãnh thành 12 bản nạp, bao gồm: Cảnh Hồng, Mãnh Già, Mãnh Cổn, Mãnh Hải, Cảnh Lạc, Mãnh Lạp/Tịch, Mãnh Ngận, Mãnh Lạp, Mãnh Phủng, Mãnh Ô, Cảnh Đổng, Mãnh Long. Do đó mà có tên gọi Tây Song Bản Nạp.
Tuy nhiên bản nạp (panna) được Hiện đại Hán ngữ từ điển giải thích là "đơn vị hành chính thuộc châu tự trị của người Thái Tây Song Bản Nạp ở Vân Nam, tương đương với huyện". Năm 1960 bản nạp được đổi thành huyện. Theo An Chi Võ Thiện Hoa thì bản nạp không phải là tiếng Lào hay tiếng Thái gốc mà là từ phiên âm chưa rõ nguồn gốc, có thể từ chữ palana trong tiếng Pali, nghĩa là chính quyền, hoặc bang, tỉnh. Như vậy Xip Soong Pan Na có thể dịch nghĩa là "12 bản nạp". Theo sách Văn hiến thông khảo đời nhà Thanh thì 12 bản nạp khi đó là:
1. Xa Lý (tức Cảnh Hồng)
2. Lục Khốn (Lục Thuận)
3. Ỷ Bang
4. Dịch Võ
5. Phổ Đằng
6. Mãnh Vượng (Mường Vang - nay thuộc Cảnh Hồng)
7. Chỉnh Đổng (nay thuộc huyện Giang Thành, Phổ Nhĩ)
8. Mãnh Ô
9. Mãnh Lạp
10. Mãnh Già (nay thuộc Mãnh Hải)
11. Mãnh Lung
12. Mãnh Vãng (nay thuộc Mãnh Hải)

Khu vực này hợp thành nước Xa Lý (車里) trong lịch sử.

## Thành phần dân số
Dân số của Tây Song Bản Nạp khoảng 994.000 người. Trong khu vực này có khoảng 14 dân tộc sinh sống. Người Thái Lặc (người Lự) (khoảng 280.000 người) chiếm tỷ lệ cao nhất (khoảng 34%). Tiếp theo là người Hán (khoảng 200.000 người hay khoảng 24%). Ngoài ra còn có người La Hủ, người Hồi, người Dao, người Miêu (H'Mông), người Di (Lô Lô), người Cáp Nê (Hà Nhì) v.v.